# San Fernando (Paraguay)
San Fernando es una población, partido o compañía situada en el área rural de la jurisdicción del municipio de la ciudad de Santa María del Departamento de Misiones de la República del Paraguay; ubicada en la cercanía del lugar " Estancia Capurro". 
Su cota es de 118 metros sobre el nivel del mar. 
Su geología está caracterizada por la tierra blanca, denotando un lugar bajo y anegadizo.
Los pobladores de este lugar se dedican al cultivo y cosecha de arroz, y como entretenimiento la caza de perdices.

## Ubicación
26°45′01.31″S 56°53′31.63″O / -26.7503639, -56.8921194
- Altitud: 118 m s. n. m.

- Datos: Q6118713